# Thomas Blake Glover

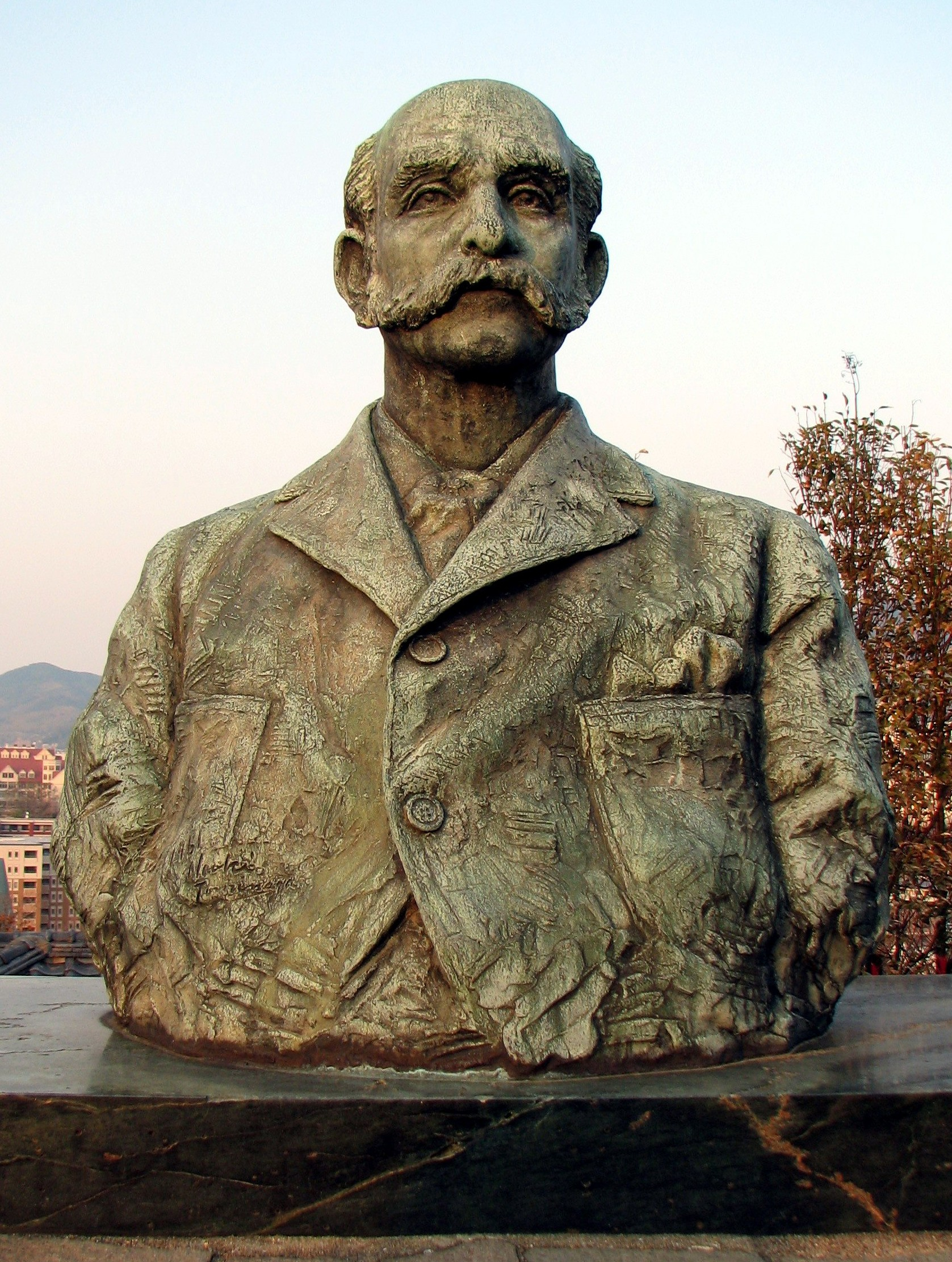
Estatua de Thomas Blake Glover.

Thomas Blake Glover (6 de junio de 1838 – 13 de diciembre de 1911) fue un mercader escocés que estuvo en Japón durante la era Ansei y Meiji. Es conocido en ese país por las considerables contribuciones que hizo a su industrialización.

## Infancia y juventud (1838-1858)
Thomas Glover nació en el número 15 de Commerce Street, Fraserburgh, Aberdeenshire en el noreste de Escocia el 6 de junio de 1838. Seis años después, su familia se mudó a Bridge of Don, cerca de Aberdeen, donde su padre trabajaba para los guardacostas. Tras dejar el colegio, Glover comenzó a trabajar con una compañía de comercio llamada Jardine-Matheson y a viajar.

## Japón (1859-1911)

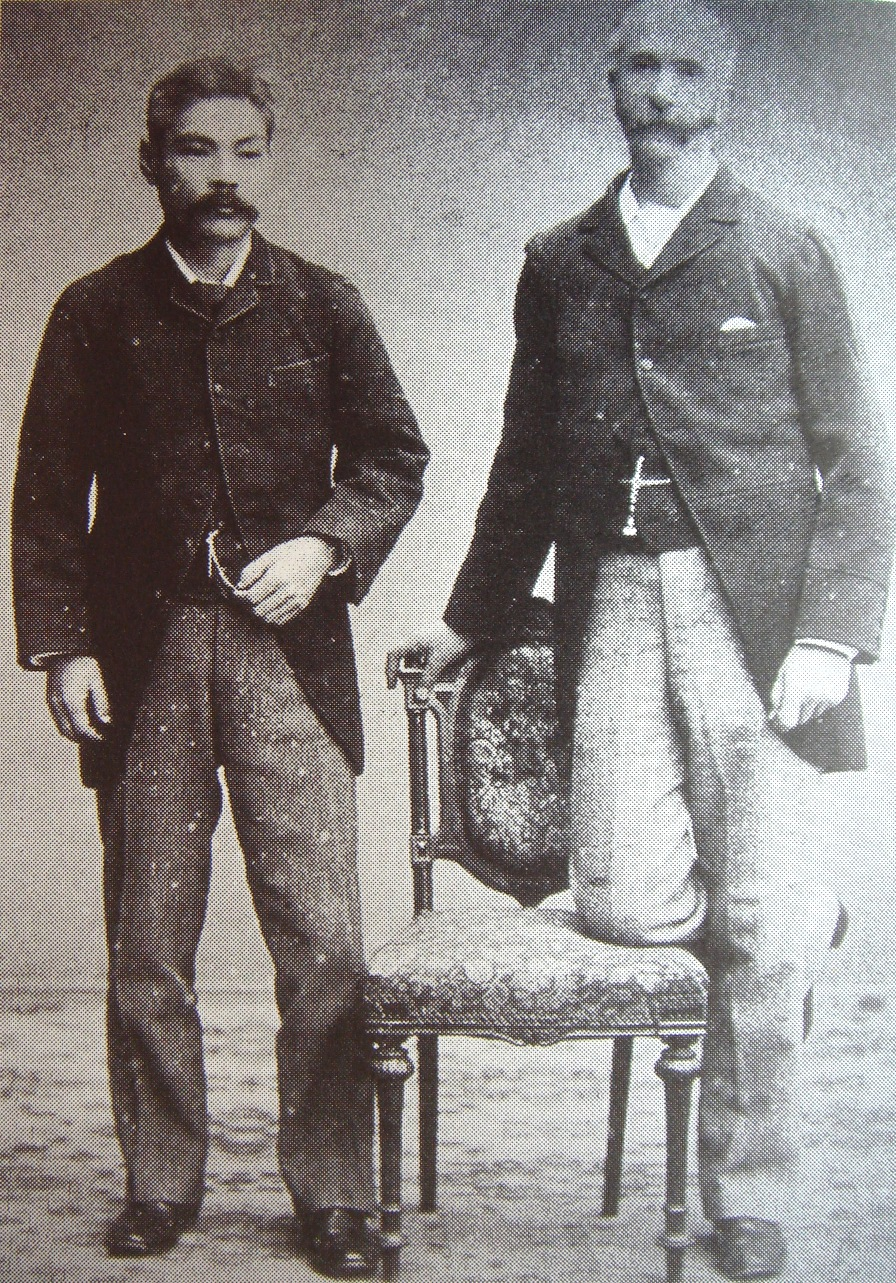
Glover con Iwasaki Yanosuke, el hijo del fundador de Mitsubishi.

En 1859 Glover cruzó de Shanghái a Nagasaki y trabajó inicialmente para Jardine-Matheson comprando té verde japonés. Dos años después fundó su propia compañía, Glover Trading Co. (Guraba-Shokai). Su primer gran éxito fue como comerciante de barcos, armas y pólvora, vendiendo todo esto a los clanes rebeldes Satsuma, Chōshū y Tosa en Japón durante los años 1860. Su negocio tenía su sede en Nagasaki, y allí fue donde construyó su casa, la primera construcción de estilo occidental en Japón.
En 1863, Glover ayudó a los Cinco Chōshū a llegar a Londres en barcos de Jardine-Matheson. También ayudó a enviar a quince estudiantes del clan Satsuma a estudiar en el University College de Londres en 1865. Entre ellos se encontraba Godai Tomoatsu, quien tras la restauración Meiji se convertiría en san´yo (concejal). También fue el responsable de llevar en 1865 la primera locomotora de vapor llamada "Iron Duke" a Japón. Con ella hizo una demostración con un corto recorrido en Oura, Nagasaki.
Glover ayudó a derrocar al Shogun Tokugawa durante la Restauración Meiji y, por tanto, tuvo buenas relaciones con el nuevo gobierno. Estas relaciones hicieron que él fuera el responsable de encargar uno de los primeros buques de guerra de la Armada Imperial Japonesa (el Jho Sho Maru, más tarde llamado Ryūjō Maru) que fue construido por Alexander Hall & Co. en Aberdeen y botado el 27 de marzo de 1869. Glover también encargó el más pequeño Ho Sho Maru para la Armada y el Kagoshima para el clan Satsuma al mismo astillero de Aberdeen.
En 1868, Glover firmó un contrato con el clan Hizen (Saga) y empezó a desarrollar la primera mina de carbón de Japón en Takashima. También llevó a Japón el primer dique seco del país.
Thomas Glover se declaró en bancarrota en 1870, pero permaneció en Japón para dirigir y administrar la mina de carbón de Takashima después de la Restauración Meiji para sus dueños holandeses hasta que el gobierno Meiji tomó control de ella. En 1881, la mina fue adquirida por Yatarō Iwasaki.
Glover fue una figura clave en la industrialización de Japón, fundando una compañía de construcción naval, que después se convirtió en la Mitsubishi Corporation de Japón. También ayudó a fundar la Japan Brewery Company (Compañía Cervecera de Japón), que se transformó años más tarde en la más importante Kirin Brewery Company, Ltd. (Compañía Cervecera Kirin S.L.). Se rumorea que el bigote de la mítica criatura característica de las etiquetas de cerveza Kirin es un tributo a Glover, quien llevaba un bigote similar.
En reconocimiento de estos logros, le concedieron la Orden del sol Naciente (segunda clase), la primera persona no japonesa en recibir este honor.
Thomas Glover murió en su casa en Tokio, pero fue enterrado en el Cementerio internacional de Sakamoto en Nagasaki.

## Familia
Thomas Glover compartió una relación matrimonial con una mujer japonesa llamada Yamamura Tsuru, una nativa de Bungo (Prefectura de Oita) que aparentemente conoció en Osaka alrededor de 1870. La pareja tuvo una hija llamada Hana, nacida en Nagasaki en 1876. Hana se casó con un comerciante inglés llamado Walter Bennett en 1897 y se mudó con él a Corea, donde murió en 1938. Ella tuvo cuatro hijos pero solo un nieto, Ronald Bennett (1931-) quien vive hoy en día en EE. UU., Thomas Glover también tuvo un hijo anglo-japonés, Kuraba Tomisaburo (1870-1945), quien nació en Nagasaki e hizo importantes contribuciones a la economía de esta ciudad a finales del siglo XIX y a principios del siglo XX. Tomisaburo se casó con Nakano Waka, también de ascendencia anglo-japonesa.
Registros oficiales conservados en el Ayuntamiento de Nagasaki indican que Tomisaburo era el hijo, no de la esposa de Glover Tsuru, sino de una mujer llamada Kaga Maki. Excepto por estos registros, sin embargo, nada se sabe sobre Kaga Maki, su relación con Glover, o las circunstancias de su separación. Glover y Tsuru continuaron juntos hasta la muerte de ella en 1899. Kaga Maki, mientras, se casó con un hombre japonés y murió en Nagasaki en 1905.
A pesar de su ciudadanía japonesa, Kuraba Tomisaburo fue considerado un espía potencial por la policía militar japonesa durante la Segunda Guerra Mundial. Su mujer Waka murió en 1943, y Tomisaburo se suicidó el 26 de agosto de 1945, justo después de las bombas atómicas de Hiroshima y Nagasaki y unas pocas semanas antes de la llegada de las fuerzas de ocupación americanas a Nagasaki. Como la pareja no tuvo hijos, esto significó el fin de la asociación entre Nagasaki y la familia Glover.
Thomas Glover ha sido relacionado con la ópera de Giacomo Puccini "Madama Butterfly", que transcurre en Nagasaki, pero no hay evidencia histórica que sostenga esta afirmación, excepto el hecho de que, en algunas fotos, la mujer de Glover, Tsuru, aparece llevando un kimono con el diseño de una mariposa. Tampoco hay pruebas de que Tsuru era llamada "Ochô-san" (Ms. Butterfly). Parece ser, como Brian Burke-Gaffney afirma, que la relación Glover-Madame Butterfly es derivada del hecho de que las fuerzas de ocupación americanas llamaban a la antigua casa de Glover la "Casa de Madame Butterfly" (simplemente basándose en la vista panorámica del Puerto de Nagasaki y en el estilo euro-japonés de la casa) y las autoridades de Nagasaki continuaron con esto para promocionar el turismo tras la guerra.

## Residencias
Las anteriores residencias de Glover en Nagasaki y Aberdeen han sido convertidas en museos, con la maravillosamente situada casa Glover Garden (グラバー園) en Nagasaki, que atrae dos millones de visitantes al año. También tuvo una casa en el área del Parque Shiba de Tokio.
La casa de la familia de Glover en Escocia, Glover House (Balgownie Road número 79, Bridge of Don, Aberdeen) está abierta al público como una casa victoriana restaurada, contando la historia de Glover. La casa también está disponible para reuniones de negocios y pequeñas funciones privadas. La casa donde nació en Fraserburgh fue destruida por los bombardeos de la Segunda Guerra Mundial, aunque una placa azul marca el lugar de su nacimiento.